# 祐仙勇
祐仙勇（日语：祐仙 勇，1982年1月10日—），日本男性配音員。出身於大阪府。身高190cm。
2011年畢業於AMUSEMENT MEDIA綜合學院聲優學科。2012年4月1日起81 Produce Jr.所屬。

## 演出作品
※粗體字表示說明飾演的主要角色。

### 電視動畫
2012年
- CØDE:BREAKER（鬼櫻組組員）
- PSYCHO-PASS（工作人員）
- 絕園的暴風雨 ～THE CIVILIZATION BLASTER～（公司的部下）
- 紙箱戰機W（傑克·傑拉德）
- 軍火女王 PERFECT ORDER（鏑木）
- ROBOTICS;NOTES（記者C）

2013年
- RDG 瀕危物種少女（田村）
- 萌萌侵略者 OUTBREAK COMPANY
- KILL la KILL（裁縫部員B）
- 銀狐（導師、男性教師）
- PSYCHO-PASS（男子）
- THE UNLIMITED 兵部京介（水手、ESP部隊兵、USEI隊員）
- 寶石寵物 Happiness（船長）
- 東京闇鴉（咒搜官、醉漢C、廣播）
- 神奇寶貝超級願望 Season 2 Episode-N（電漿團部下）
- 神奇寶貝超級願望 Season 2 杰可羅拉冒險（非法狩獵者）
- 名偵探柯南（快遞員）
- 惡魔阿薩謝爾在召喚你。Z（男子、猴子惡魔）
- ROBOTICS;NOTES（タカシパパ、1）
- Walkure Romanze 少女騎士物語（教官、店主、學生會成員）

2014年
- Wake Up, Girls！（淺津正樹、支配人）
- 蠟筆小新（男性工作人員）
- 銀河騎士傳（操作士）
- 寶石寵物 Happiness（男學生A）
- JoJo的奇妙冒險 星塵鬥士（旁觀者B）
- 超級索尼子 -SUPER SONICO THE ANIMATION-（商店街店主A）
- 住宅區友夫（大佐卡片的店員）
- 屬性同好會（大濠）
- 東京闇鴉（學生A、職員）
- 鄰座同學是怪咖（男學生B）
- 笑傲曇天（土屋泰、岩倉具視、看守、大木的部下）
- 排球少年!!（松川一靜[6]、小原豐）
- 英雄銀行（日语：ヒーローバンク）（惡漢A）
- 星光樂園（老師、站員）
- 神奇寶貝XY（職員）
- 神奇寶貝XY 最強MEGA進化 ～Act II～（聲音）
- 名偵探柯南（鑑識官）
- 目隱都市的演繹者（新聞主播）

2015年
- Aikatsu！偶像活動！（三浦健司）
- 偶像大師 灰姑娘女孩（警察官C、職員A、舞台監督、涉谷凜的父親、播音員、警察官、記者、部下、職員、客、男性工作人員、工作人員）
- 亞爾斯蘭戰記（士兵）
- 怪盜Joker Season 2（手下A）
- 境界之輪迴（老人B、鬼警察官、墮魔死神C、摔跤手的靈）
- Classroom☆Crisis（霧羽雄二的部下B）
- CROSSANGE 天使與龍的輪舞（市民）
- 不起眼女主角培育法（車站廣播）
- 少年好萊塢 -HOLLY STAGE FOR 50-（日语：少年ハリウッド）（導演）
- 決鬥大師VSR（警察A）
- Punch Line（警官B）
- Fate/kaleid liner 魔法少女☆伊莉雅  2wei Herz！（父親）
- 可塑性記憶（絹島滿的父親、醫師）
- Baby Steps ～網球優等生～ Season 2（記者、矢河邊忠則）
- 神奇寶貝XY 特別篇 最強MEGA進化 ～Act II～（工作人員B）
- 魔法少女奈葉ViVid（醫生）
- 名偵探柯南（牛奶送貨員）

2016年
- 怪盗Joker Season 3（布萊克船長）
- 紅殼的潘朵拉（不良B）
- JoJo的奇妙冒險 不滅鑽石（不良A、堺、老漁師、船長、老人、森下一郎、服務生、房東、廣播、CM的聲音、男性）
- 排球少年!! Second Season（小原豐、松川一靜）
- 高校艦隊（東舞校主任）
- HUNDRED百武裝戰記（男子）
- 星光樂園（紫京院響的父親）
- 魔奇少年 辛巴達的冒險（士兵、舵手）

2017年
- 從前有座靈劍山 通往睿智的資格（男）
- 新黑色推銷員（上司、社員、年輕人、烤雞串店老闆、醉漢、研究員、前輩、固定粉絲、聊天室網民 等）
- 舞動青春（岩熊善德）
- THE REFLECTION (动画)（阿爾法、男1）
- Wake Up, Girls！新章（淺津正樹、樂團成員A、攝影師、店員）
- 100%帕斯卡老師（社員、漫才師帕斯卡）

2018年
- 小松先生 (第2期)（旁白）
- 救難小英雄 逆襲的三惡人（艾倫）
- 魔法少女網站（班導師）
- LOST SONG（貝洛）
- 驚爆危機！Invisible Victory（陶的手下A）
- 中間管理錄利根川（牧場長）
- 卡片鬥爭!! 先導者 (2018年版)（2018～2020，守護聖獸 涅默亞獅子、神技騎士 波曼、橘達也的父親）2系列
- 逆轉裁判 ～對這個「真相」，有異議！～（站員）
- 殺戮的天使（瑞吉兒·加德納的父親）

2020年
- 寶石商人理察的謎鑑定（伊藤兼敏）
- 請在伸展台上微笑（周防一哉）

2021年
- 搖曳露營△ SEASON2（巴士車票售票處人員）

### OVA
2014年
- 史上最強弟子兼一（流氓）[注 1]
- 魔奇少年 辛巴達的冒險（士兵、舵手）[注 2]

### 電影動畫
2015年
- 劇場版 銀河騎士傳（操作士）
- 和諧

2017年
- 笑傲曇天〈外傳〉前篇 ～訣別、豺之誓言～（土屋靖）

### 遊戲
2012年
- 銀河遊騎兵（偵察部）
- 紙箱戰機W（傑克·傑拉德）

2015年
- Valiant Knights（里卡多·克洛斯羅德[7]）
- XUCCESS HEAVEN（十部雪之丞、圓鬼[8]）
- 波波羅古洛伊斯物語（城鎮居民[9]）

2018年
- 魔物獵人世界（總司令[10]）
- CARAVAN STORIES（ネーキッド）
- 怪物彈珠（2018年 - 2024年 赫卡同克瑞斯、刹那、Veera Heroism）

2019年
- 往日不再（迪肯·聖約翰[11]）
- MISTOVER（瑪爾克[12][13]）
- 碧藍幻想（強欲的雷藏[14]）

2020年
- 最後生還者 第II章

時期未定
- BLACK STELLA（京谷未春[15]）

### 廣播劇CD
- SolidS vol.4（導演）
- （農民）

### BLCD
- 豪華郵輪之戀8（羅倫斯）
- 相愛L期（澤井圭）
- 彼嫌2、3（聖）
- 玉響（學生）
- 感受同人作家（龜岡、導演）
- 給沉睡王子的親吻（大野井良幸）
- （社員）
- 寄養犬、輾轉夜1、2（佐治）
- Links（佐渡的父親）

### 外語配音
※作品依英文名稱及英文原名排序。

#### 電影
- 傳奇42號（Hermansky 等）
- 星夢情深（Phil〈Greg Grunberg 飾演〉[16]）
- 美國劫案（英语：American Heist）（Sugar〈Akon 飾演〉）
- 蟻人與黃蜂女（男性導遊[17]）
- 危牆（英语：The Assassin Next Door）
- 職場求愛記（英语：Beauty & the Briefcase）
- 雙類之間：電影（英语：Between Two Ferns: The Movie）（John Legend[注 3]）
- 白宮管家（Howard〈Terrence Howard 飾演〉）※影碟版。
- 奇異博士（Lucian〈Scott Adkins 飾演〉[18]）
- 警校禁戀（電台DJ）
- GAMES
- 隨性所慾（英语：Generation Um...）（Prashant）
- 地心引力 (2013年電影)（電台DJ）
- 哈比人：五軍之戰（父親）
- 守護者聯盟（Khan〈Sanzhar Madiyev 飾演〉）
- 愛在血淚交織時（英语：In the Land of Blood and Honey）（Darko〈Nikola Đuričko 飾演〉）
- 樂來越愛你（Keith〈John Legend 飾演〉）
- 剝頭殺星（英语：Maniac (2012 film)）（藥劑師）
- 瘋狂麥斯：憤怒道（War Boys隊長4）
- 血護士3D（英语：Nurse 3D）（Steve〈Corbin Bleu 飾演〉）
- 我們這種叛徒（英语：Our Kind of Traitor (film)）（Luke〈Khalid Abdalla 飾演〉）
- 白幽靈傳奇之絕命逃亡（Gao）
- 異形前哨（英语：Outpost 37）（North〈Matthew Holmes 飾演〉）
- 明日世界（青年[19]）
- 三重威脅之跨國大營救（Jaka〈Iko Uwais 飾演〉[20]）
- 魔力APP（英语：Zapped (2014 film)）

#### 電視影集
- 盲點
- 異世奇人（War Doctor 〈John Hurt 飾演〉、第9代Doctor 〈Christopher Eccleston〉、Storax 等）
- 惡夜追殺令：電視版（英语：From Dusk till Dawn: The Series）（Ranger Ferdinand "Freddie" Gonzalez〈Jesse Garcia 飾演〉）
- 「法」妻
- 恩賜之地（新人搜査官 等）
- 繼承者們（金元〈崔振赫 飾演〉）
- 逍遙法外（Oliver Hampton〈Conrad Ricamora 飾演〉）
- 來自星星的你（李載京〈申成祿 飾演〉）
- 重返犯罪現場：洛杉磯（Casey Freed〈Stephan Madar 飾演〉 等）
- 上帝救我（英语：Save Me (UK TV series)）（André）
- 紅寡婦（Leon 等）
- 屍行者（Dwight）

#### 動畫
- 米羅的莫非命運（Orton、Mort、Martin）
- 公主闖天關（Toffee）
- 湯瑪士小火車：多多島之迷失寶藏（英语：Thomas & Friends: Sodor's Legend of the Lost Treasure）（Gordon的機關士）
  - 湯瑪士大小火車：衝出多多島（英语：Thomas & Friends: Journey Beyond Sodor）（Hurricane）
- 變形金剛：隨時變形狀（英语：Transformers: Robots in Disguise (2015 TV series)）（Slipstream）
- 少年正義聯盟（Blue Beetle／Jaime Reyes〈Eric Lopez 配音〉）
- 動物方城市（金屬迷）

### 特攝影集
2015年
- 超人力霸王X（佩刀暴君馬格馬星人的配音）

### 旁白
- Kinder Film Festival「Angryman」（國王）

### 舞台
- 81 Produce Presents 新人朗讀公演 聲瞬 -SEISHUN-[21]
  - 握（信濃屋）
  - 猿飛佐助（寶藏院住持）

### 有聲書
- 有聲劇場版 被稱作海盜的男人（日语：海賊とよばれた男）（2014年，白石庸次郎[22]）
- 三體（2019年，朗讀[23]）
- 新宿鯊魚系列（2019年，朗讀[24]）
  - 狼花 新宿鯊魚9
  - 絆回廊 新宿鯊魚10
  - 鮫島的面貌 新宿鯊魚短篇集
- RIGHT×LIGHT（日语：RIGHT×LIGHT）（2020年，宮島通 等）
- 職業（2020年，朗讀、玉[25]）

## 腳註

## 外部連結
- 81 Produce公式官網的聲優簡介 （页面存档备份，存于） （日語）
- 祐仙勇的X（前Twitter） （日語）